# خافي سانشيز
خافي سانشيز (بالإسبانية: Javi Sánchez)‏ هو لاعب كرة قدم إسباني []، ولد في 25 يناير 1971 في قصرش في إسبانيا. شارك مع منتخب إسبانيا لكرة الصالات. أما مع النوادي، فقد لعب مع AD Super Sego FS ‏.

## وصلات خارجية
- خافي سانشيز على موقع الاتحاد الدولي (مؤرشف)  (الإنجليزية)